# Indolestes cheesmanae
Indolestes cheesmanae là loài chuồn chuồn trong họ Lestidae. Loài này được Kimmins mô tả khoa học đầu tiên năm 1936.